# 10430 Martschmidt
A 10430 Martschmidt (ideiglenes jelöléssel 4030 P-L) a Naprendszer kisbolygóövében található aszteroida. Cornelis Johannes van Houten,  Ingrid van Houten-Groeneveld és Tom Gehrels fedezte fel 1960. szeptember 24-én.